# Mình cùng nhau đóng băng
"Mình cùng nhau đóng băng" là một bài hát của ca sĩ người Việt Nam Thùy Chi. Bài hát đã được phát hành bởi 1989s Production vào ngày 22 tháng 5 năm 2018 trên YouTube và các nền tảng nhạc số và phát trực tuyến với vai trò là một đĩa đơn. Bài hát được viết bởi Thuỳ Chi và Tiên Cookie. Được viết ở thể loại pop ballad, bài hát có giai điệu nhẹ nhàng. Sau khi phát hành, bài hát nhận được những đánh giá tích cực từ khán giả, đặc biệt là giới học sinh về giai điệu và nội dung bài hát về tuổi học trò.

## Phát hành và đón nhận
Vào ngày 20 tháng 5 năm 2018, Thùy Chi đã cho đăng tải về một đoạn teaser về video âm nhạc sắp tới của cô, có tựa đề là "Mình cùng nhau đóng băng", được sáng tác bởi Tiên Cookie. Tiên nói rằng:
| “ | Tiên đã cân nhắc rất nhiều gương mặt ca sĩ trẻ, cuối cùng Tiên quyết định chọn hợp tác với Thuỳ Chi bởi từ lâu đã yêu mến giọng hát trong trẻo của Chi. Thuỳ Chi là kí ức thời học trò của rất nhiều bạn trẻ thế hệ 9x. Chính vì thế có thể nói ngoài Chi, không ai có thể hợp hơn trong việc thể hiện ca khúc này. Tiên muốn cùng Thuỳ Chi đem đến món quà ý nghĩa cho các bạn học sinh trong mùa hè này. | ” |

Sau đó 2 ngày, vào ngày 22 tháng 5 bài hát chính thức được phát hành trên mọi nền tảng. Sau khi phát hành, bài hát đã nhận được những phản hồi tích cực từ khán giả trẻ về nội dung, ca từ gợi nhớ đến tuổi học trò. Bài hát đã vươn lên và đạt đỉnh ở vị trí thứ sáu của bảng xếp hạng #zingchart theo thời gian thực.

## Video âm nhạc
Video âm nhạc được quay tại trường Cao đẳng FPT Polytechnic đã được phát hành cùng ngày 22 tháng 5 năm 2018 trên YouTube, hiện đã nhận được 15 triệu lượt xem. Video được quay từ handycam từ tay của một cậu bạn, hiện ra hình ảnh các bạn thanh niên trẻ cùng nhau đoàn tụ trong một buổi họp lớp và ôn lại những kỷ niệm cuối cấp thời học sinh của mình. Một món quà bất ngờ được dành tặng cho cả lớp đó là đoạn clip gồm những thước phim quay lại quãng thời gian các bạn học tập, vui đùa bên nhau. Người thực hiện món quà đó chính là "thành viên thứ 31" của lớp học, cô giáo chủ nhiệm. Kết thúc video, thông điệp "Mình cùng nhau đóng băng trước giây phút chúng ta chia xa, thời học sinh lướt qua nhanh như giấc mơ không trở lại" được xuất hiện. Video âm nhạc nhanh chóng nhận được những phản hồi tích cực từ giới trẻ. Sau khi phát hành, video âm nhạc đã đạt #15 tab thịnh hành YouTube Việt Nam.

## Danh sách bài hát
Tải xuống kỹ thuật số/phát trực tuyến
1. "Mình cùng nhau đóng băng" – 4:12

## Lịch sử phát hành
| Quốc gia | Ngày                | Định dạng                 | Hãng đĩa         | Ng.   |
| -------- | ------------------- | ------------------------- | ---------------- | ----- |
| Toàn cầu | 22 tháng 5 năm 2018 | Tải xuống phát trực tuyến | 1989s Production | [ 8 ] |